# Associazione Sportiva Roma 1986-1987
Questa voce raccoglie le informazioni riguardanti l'Associazione Sportiva Roma nelle competizioni ufficiali della stagione 1986-1987.

## Stagione
Il campionato 1986-1987 è l'ultimo anno dello svedese Sven-Göran Eriksson sulla panchina della Roma, dimessosi a due giornate dalla fine lasciando sulla panchina il suo collaboratore Sormani. La squadra si classifica al settimo posto della Serie A, dopo un inizio deludente, per poi recuperare posizioni fino a portarsi al secondo posto a inizio marzo, sciupando però tutto nel finale, in cui senza più vincere le ultime partite perde posizioni, restando fuori dalle coppe: a poche giornate dalla fine pesò tremendamente sull’economia della squadra la rottura del crociato del leader tecnico giallorosso Nela. Al di sotto delle aspettative anche i cammini nelle coppe, prematuramente interrotti da avversari sfavoriti dai pronostici.

## Divise e sponsor

Bruno Conti e Roberto Pruzzo posano con la maglia NR, nella variante invernale

Cessato il contratto con Kappa, a partire da questa stagione e per i successivi cinque anni, lo sponsor tecnico è NR; lo sponsor ufficiale è Barilla. La prima divisa è costituita da maglia rossa con colletto a polo giallo, pantaloncini rossi e calzettoni rossi bordati di giallo. In trasferta i Lupi usano una maglia bianca con colletto a polo rosso, pantaloncini bianchi, calzettoni bianchi bordati di giallorosso. I portieri usano una divisa costituita pantaloncini e calzettoni neri abbinati a maglie con colletto a polo azzurre con decorazioni nere. Tutte le divise presentano la coccarda della Coppa Italia cucita sul petto.
| Casa (estiva) | Casa (invernale) | Trasferta (estiva) | Trasferta (invernale) | Portiere |

## Organigramma societario
Di seguito l'organigramma societario.
Area direttiva
Presidente: Dino Viola
Direttore generale: Dario Borgogno
Area tecnica
Segretario sportivo: Giorgio Perinetti
Direttore tecnico: Sven-Göran Eriksson, da aprile carica vacante
Allenatore: Angelo Benedicto Sormani

## Rosa
Di seguito la rosa.
| N. |                      | Ruolo | Calciatore                 |
| -- | -------------------- | ----- | -------------------------- |
|    | Italia (bandiera)    | P     | Attilio Gregori            |
|    | Italia (bandiera)    | P     | Paolo Onorati              |
|    | Italia (bandiera)    | P     | Franco Tancredi            |
|    | Italia (bandiera)    | D     | Marco Baroni               |
|    | Italia (bandiera)    | D     | Settimio Lucci             |
|    | Italia (bandiera)    | D     | Paolo Mastrantonio         |
|    | Italia (bandiera)    | D     | Sebastiano Nela            |
|    | Italia (bandiera)    | D     | Emidio Oddi                |
|    | Italia (bandiera)    | D     | Ubaldo Righetti            |
|    | Italia (bandiera)    | C     | Carlo Ancelotti (capitano) |
|    | Danimarca (bandiera) | C     | Klaus Berggreen            |
|    | Italia (bandiera)    | C     | Andrea Bianchi             |
|    | Italia (bandiera)    | C     | Bruno Conti                |

| N. |                    | Ruolo | Calciatore          |
| -- | ------------------ | ----- | ------------------- |
|    | Italia (bandiera)  | C     | Stefano Desideri    |
|    | Italia (bandiera)  | C     | Antonio Di Carlo    |
|    | Italia (bandiera)  | C     | Giuseppe Giannini   |
|    | Italia (bandiera)  | C     | Stefano Impallomeni |
|    | Italia (bandiera)  | C     | Manuel Gerolin      |
|    | Italia (bandiera)  | C     | Antonio Gespi       |
|    | Italia (bandiera)  | C     | Elio Pecoraro       |
|    | Italia (bandiera)  | A     | Massimo Agostini    |
|    | Italia (bandiera)  | A     | Paolo Baldieri      |
|    | Polonia (bandiera) | A     | Zbigniew Boniek     |
|    | Italia (bandiera)  | A     | Nicola Palermo      |
|    | Italia (bandiera)  | A     | Marcello Porciatti  |
|    | Italia (bandiera)  | A     | Roberto Pruzzo      |

## Calciomercato
Di seguito il calciomercato.

### Sessione estiva
| Acquisti | Acquisti         | Acquisti | Acquisti              |
| R.       | Nome             | da       | Modalità              |
| -------- | ---------------- | -------- | --------------------- |
| D        | Marco Baroni     | Udinese  | definitivo            |
| C        | Klaus Berggreen  | Pisa     | definitivo (4 Mld. £) |
| C        | Angelo Di Livio  | Reggiana | fine prestito         |
| A        | Massimo Agostini | Cesena   | fine prestito         |
| A        | Paolo Baldieri   | Pisa     | definitivo            |

| Cessioni | Cessioni            | Cessioni  | Cessioni              |
| R.       | Nome                | a         | Modalità              |
| -------- | ------------------- | --------- | --------------------- |
| P        | Pietro Santinelli   | Reggiana  | definitivo            |
| D        | Guido Belardinelli  | Carrarese | definitivo            |
| D        | Dario Bonetti       | Milan     | definitivo (2 Mld. £) |
| C        | Vincenzo Bencivenga | Udinese   | definitivo            |
| C        | Toninho Cerezo      | Sampdoria | definitivo            |
| C        | Angelo Di Livio     | Nocerina  | prestito              |
| C        | Fabio Petiti        | ?         |                       |
| A        | Francesco Graziani  | Udinese   | definitivo            |
| A        | Stefano Papa        | Lanciano  | definitivo            |
| A        | Sandro Tovalieri    | Avellino  | definitivo            |

### Sessione autunnale
| Acquisti | Acquisti | Acquisti | Acquisti |
| R.       | Nome     | da       | Modalità |
| -------- | -------- | -------- | -------- |

| Cessioni | Cessioni       | Cessioni     | Cessioni   |
| R.       | Nome           | a            | Modalità   |
| -------- | -------------- | ------------ | ---------- |
| D        | Settimio Lucci | Empoli       | definitivo |
| C        | Antonio Gespi  | Civitanovese | definitivo |

## Risultati

### Serie A

#### Girone di andata
| Roma 14 settembre 1986, ore 16:00 1ª giornata | Roma                      | 0 – 0 referto | Como | Stadio Olimpico di Roma (53.456 spett.)\| Arbitro: \| Pezzella (Frattamaggiore) \| |
| Arbitro:                                      | Pezzella (Frattamaggiore) |               |      |                                                                                    |

| Arbitro: | Lanese (Messina) |

|  |           |               |
|  | Marcatori | 44’ Ancelotti |

| Roma 28 settembre 1986, ore 15:00 3ª giornata | Roma              | 0 – 0 referto | Verona | Stadio Olimpico di Roma (circa 55.000 spett.)\| Arbitro: \| Pairetto (Torino) \| |
| Arbitro:                                      | Pairetto (Torino) |               |        |                                                                                  |

| Arbitro: | Pieri (Genova) |

|                                    |           |            |
| Garlini 5’ Altobelli 58’, 68’, 76’ | Marcatori | 70’ Pruzzo |

| Arbitro: | Paparesta (Bari) |

|                                |           |                   |
| Giannini 47’ (rig.) Baroni 68’ | Marcatori | 54’ (aut.) Baroni |

| Arbitro: | Agnolin (Bassano del Grappa) |

|  |           |                            |
|  | Marcatori | 74’ Berggreen 83’ Agostini |

| Arbitro: | Redini (Pisa) |

|  |           |              |
|  | Marcatori | 46’ Maradona |

| Arbitro: | Pairetto (Torino) |

|                  |           |                                |
| Della Monica 24’ | Marcatori | 55’, 59’ Baldieri 90’ Desideri |

| Arbitro: | Lo Bello (Siracusa) |

|                                                       |           |  |
| Berggreen 24’ Ancelotti 28’ Desideri 66’ Giannini 80’ | Marcatori |  |

| Arbitro: | Casarin (Milano) |

|                    |           |            |
| Díaz 21’ Berti 68’ | Marcatori | 26’ Pruzzo |

| Arbitro: | Pieri (Genova) |

|                                         |           |  |
| Berggreen 40’ Desideri 41’ Giannini 75’ | Marcatori |  |

| Arbitro: | Lanese (Messina) |

|              |           |          |
| Vincenzi 75’ | Marcatori | 76’ Nela |

| Arbitro: | Agnolin (Bassano del Grappa) |

|                     |           |                        |
| Desideri 45’ (rig.) | Marcatori | 29’ (rig.), 54’ Virdis |

| Genova 4 gennaio 1987, ore 14:30 14ª giornata | Sampdoria        | 0 – 0 referto | Roma | Stadio Luigi Ferraris (circa 35.000 spett.)\| Arbitro: \| Casarin (Milano) \| |
| Arbitro:                                      | Casarin (Milano) |               |      |                                                                               |

| Arbitro: | Pieri (Genova) |

|                                    |           |  |
| Boniek 36’ Pruzzo 48’ Agostini 51’ | Marcatori |  |

#### Girone di ritorno
| Como 18 gennaio 1987, ore 14:30 16ª giornata | Como          | 0 – 0 referto | Roma | Stadio Giuseppe Sinigaglia (circa 15.000 spett.)\| Arbitro: \| Redini (Pisa) \| |
| Arbitro:                                     | Redini (Pisa) |               |      |                                                                                 |

| Arbitro: | Baldas (Trieste) |

|                                                    |           |                                 |
| Berggreen 15’ Di Carlo 56’ Pruzzo 70’ Agostini 90’ | Marcatori | 28’ (aut.) Boniek 38’ Strömberg |

| Arbitro: | Casarin (Milano) |

|  |           |          |
|  | Marcatori | 15’ Nela |

| Arbitro: | Lanese (Messina) |

|               |           |  |
| Berggreen 30’ | Marcatori |  |

| Arbitro: | Lo Bello (Siracusa) |

|            |           |            |
| Gritti 66’ | Marcatori | 61’ Boniek |

| Arbitro: | Redini (Pisa) |

|              |           |  |
| Agostini 53’ | Marcatori |  |

| Napoli 15 marzo 1987, ore 15:00 22ª giornata | Napoli          | 0 – 0 referto | Roma | Stadio San Paolo (circa 82.000 spett.)\| Arbitro: \| Magni (Bergamo) \| |
| Arbitro:                                     | Magni (Bergamo) |               |      |                                                                         |

| Arbitro: | Lanese (Messina) |

|                         |           |               |
| Baroni 47’ Baldieri 58’ | Marcatori | 51’ Salvadori |

| Arbitro: | Paparesta (Bari) |

|                           |           |          |
| Graziani 51’ Storgato 83’ | Marcatori | 10’ Nela |

| Arbitro: | Pieri (Genova) |

|                   |           |         |
| Boniek 76’ (rig.) | Marcatori | 6’ Díaz |

| Arbitro: | Casarin (Milano) |

|                        |           |  |
| Serena 6’ Briaschi 57’ | Marcatori |  |

| Arbitro: | Paparesta (Bari) |

|                     |           |             |
| Desideri 49’ (rig.) | Marcatori | 38’ Iachini |

| Arbitro: | Lanese (Messina) |

|                                   |           |           |
| Virdis 26’, 52’, 54’ Donadoni 68’ | Marcatori | 9’ Boniek |

| Arbitro: | Magni (Bergamo) |

|  |           |                                |
|  | Marcatori | 22’ Vierchowod 44’, 52’ Vialli |

| Arbitro: | Baldas (Trieste) |

|                           |           |          |
| Tovalieri 78’ Murelli 82’ | Marcatori | 3’ Conti |

### Coppa Italia

#### Primo turno
| Arbitro: | Pezzella (Frattamaggiore) |

|                                          |           |  |
| Conti 9’ Ancelotti 43’ Boniek 78’ (rig.) | Marcatori |  |

| Arbitro: | Magni (Bergamo) |

|                  |           |                                                     |
| Madonna 51’, 75’ | Marcatori | 18’ Agostini 33’ (rig.), 43’ (rig.) Boniek 76’ Oddi |

| Arbitro: | Luci (Firenze) |

|                  |           |  |
| Boniek 3’ (rig.) | Marcatori |  |

| Bari 3 settembre 1986, ore 20:20 4ª giornata | Bari              | 0 – 0 referto | Roma | Stadio Comunale\| Arbitro: \| Pairetto (Torino) \| |
| Arbitro:                                     | Pairetto (Torino) |               |      |                                                    |

| Arbitro: | Paparesta (Bari) |

|             |           |  |
| Volpati 32’ | Marcatori |  |

#### Secondo turno
| Arbitro: | Leni (Perugia) |

|                          |           |                             |
| Di Carlo 2’ Giannini 66’ | Marcatori | 29’ Stringara 32’ Marronaro |

| Arbitro: | Pairetto (Nichelino) |

|              |           |              |
| Pradella 78’ | Marcatori | 87’ Giannini |

### Coppa delle Coppe
| Arbitro: | Kirschen |

|                          |           |  |
| Di Carlo 23’ Gerolin 57’ | Marcatori |  |

| Arbitro: | Courtney |

|                                  |                      |                                           |
| Señor 44’ (rig.), 47’ (rig.)     | Marcatori            |                                           |
| Cortés Mejías Yáñez Ayneto Señor | Tiri di rigore 4 – 3 | Desideri Giannini Baroni Boniek Ancelotti |

## Statistiche

### Statistiche di squadra
Di seguito le statistiche di squadra.
| Competizione      | Punti | In casa | In casa | In casa | In casa | In casa | In casa | In trasferta | In trasferta | In trasferta | In trasferta | In trasferta | In trasferta | Totale | Totale | Totale | Totale | Totale | Totale | DR  |
| Competizione      | Punti | G       | V       | N       | P       | Gf      | Gs      | G            | V            | N            | P            | Gf           | Gs           | G      | V      | N      | P      | Gf     | Gs     | DR  |
| ----------------- | ----- | ------- | ------- | ------- | ------- | ------- | ------- | ------------ | ------------ | ------------ | ------------ | ------------ | ------------ | ------ | ------ | ------ | ------ | ------ | ------ | --- |
| Serie A           | 33    | 15      | 8       | 4       | 3       | 23      | 12      | 15           | 4            | 5            | 6            | 14           | 19           | 30     | 12     | 9      | 9      | 37     | 31     | +6  |
| Coppa Italia      | -     | 3       | 2       | 1       | 0       | 6       | 2       | 4            | 1            | 2            | 1            | 5            | 4            | 7      | 3      | 3      | 1      | 11     | 6      | +5  |
| Coppa delle Coppe | -     | 1       | 1       | 0       | 0       | 2       | 0       | 1            | 0            | 0            | 1            | 0            | 2            | 2      | 1      | 0      | 1      | 2      | 2      | 0   |
| Totale            | -     | 19      | 11      | 5       | 3       | 31      | 14      | 20           | 5            | 7            | 8            | 19           | 25           | 39     | 16     | 12     | 11     | 50     | 39     | +11 |

### Andamento in campionato
| Giornata  | 1 | 2 | 3 | 4 | 5 | 6 | 7 | 8 | 9 | 10 | 11 | 12 | 13 | 14 | 15 | 16 | 17 | 18 | 19 | 20 | 21 | 22 | 23 | 24 | 25 | 26 | 27 | 28 | 29 | 30 |
| --------- | - | - | - | - | - | - | - | - | - | -- | -- | -- | -- | -- | -- | -- | -- | -- | -- | -- | -- | -- | -- | -- | -- | -- | -- | -- | -- | -- |
| Luogo     | C | T | C | T | C | T | C | T | C | T  | C  | T  | C  | T  | C  | T  | C  | T  | C  | T  | C  | T  | C  | T  | C  | T  | C  | T  | C  | T  |
| Risultato | N | V | N | P | V | V | P | V | V | P  | V  | N  | P  | N  | V  | N  | V  | V  | V  | N  | V  | N  | V  | P  | N  | P  | N  | P  | P  | P  |
| Posizione | 8 | 3 | 2 | 6 | 4 | 3 | 5 | 3 | 2 | 4  | 2  | 4  | 6  | 5  | 5  | 5  | 4  | 4  | 3  | 3  | 2  | 2  | 2  | 2  | 3  | 4  | 4  | 5  | 6  | 7  |

Legenda:

Luogo: C = Casa; T = Trasferta. Risultato: V = Vittoria; N = Pareggio; P = Sconfitta.

### Statistiche dei giocatori
Di seguito le statistiche dei giocatori.
| Giocatore       | Serie A  | Serie A | Serie A     | Serie A    | Coppa Italia | Coppa Italia | Coppa Italia | Coppa Italia | Coppa delle Coppe | Coppa delle Coppe | Coppa delle Coppe | Coppa delle Coppe | Totale   | Totale | Totale      | Totale     |
| Giocatore       | Presenze | Reti    | Ammonizioni | Espulsioni | Presenze     | Reti         | Ammonizioni  | Espulsioni   | Presenze          | Reti              | Ammonizioni       | Espulsioni        | Presenze | Reti   | Ammonizioni | Espulsioni |
| --------------- | -------- | ------- | ----------- | ---------- | ------------ | ------------ | ------------ | ------------ | ----------------- | ----------------- | ----------------- | ----------------- | -------- | ------ | ----------- | ---------- |
| A. Gregori      | 0        | -0      | 0           | 0          | 1            | -0           | 0            | 0            | 0                 | -0                | 0                 | 0                 | 1        | -0     | 0           | 0          |
| P. Onorati      | 0        | 0       | 0           | 0          | 0            | -0           | 0            | 0            | -                 | -                 | -                 | -                 | 0        | 0      | 0           | 0          |
| F. Tancredi     | 30       | -31     | 0           | 0          | 7            | -6           | 0            | 0            | 2                 | -2                | 0                 | 0                 | 39       | -39    | 0           | 0          |
| M. Baroni       | 19       | 2       | 1           | 0          | 6            | 0            | 1+           | 0            | 2                 | 0                 | 0                 | 0                 | 27       | 2      | 2+          | 0          |
| S. Lucci        | 0        | 0       | 0           | 0          | 0            | 0            | 0            | 0            | 1                 | 0                 | 0                 | 0                 | 1        | 0      | 0           | 0          |
| P. Mastrantonio | 1        | 0       | 0           | 0          | -            | -            | -            | -            | -                 | -                 | -                 | -                 | 1        | 0      | 0           | 0          |
| S. Nela         | 25       | 3       | 0           | 0          | 7            | 0            | 1+           | 0            | 2                 | 0                 | 0                 | 0                 | 34       | 3      | 1+          | 0          |
| E. Oddi         | 26       | 0       | 4           | 1          | 3            | 1            | 1+           | 0            | -                 | -                 | -                 | -                 | 29       | 1      | 5+          | 1          |
| U. Righetti     | 16       | 0       | 2           | 0          | 5            | 0            | 0            | 0            | 2                 | 0                 | 0                 | 0                 | 23       | 0      | 2           | 0          |
| C. Ancelotti    | 27       | 2       | 5           | 1          | 7            | 1            | 1+           | 0            | 2                 | 0                 | 0                 | 0                 | 36       | 3      | 6+          | 1          |
| K. Berggreen    | 24       | 5       | 2           | 0          | 6            | 0            | 0            | 0            | 2                 | 0                 | 0                 | 0                 | 32       | 5      | 2           | 0          |
| A. Bianchi      | 0        | 0       | 0           | 0          | -            | -            | -            | -            | -                 | -                 | -                 | -                 | 0        | 0      | 0           | 0          |
| B. Conti        | 23       | 1       | 2           | 0          | 5            | 1            | 0            | 0            | -                 | -                 | -                 | -                 | 28       | 2      | 2           | 0          |
| S. Desideri     | 25       | 5       | 3           | 0          | 5            | 0            | 0            | 0            | 2                 | 0                 | 0                 | 0                 | 32       | 5      | 3           | 0          |
| A. Di Carlo     | 15       | 1       | 1           | 0          | 2            | 1            | 0            | 0            | 2                 | 1                 | 0                 | 0                 | 19       | 3      | 1           | 0          |
| G. Giannini     | 25       | 3       | 7           | 0          | 7            | 0            | 0            | 0            | 2                 | 0                 | 0                 | 0                 | 34       | 3      | 7           | 0          |
| S. Impallomeni  | 5        | 0       | 0           | 0          | 4            | 0            | 0            | 0            | -                 | -                 | -                 | -                 | 9        | 0      | 0           | 0          |
| M. Gerolin      | 25       | 0       | 2           | 0          | 6            | 0            | 0            | 0            | 2                 | 1                 | 0                 | 0                 | 33       | 1      | 2           | 0          |
| A. Gespi        | -        | -       | -           | -          | -            | -            | -            | -            | -                 | -                 | -                 | -                 | -        | -      | -           | -          |
| E. Pecoraro     | 1        | 0       | 0           | 0          | -            | -            | -            | -            | -                 | -                 | -                 | -                 | 1        | 0      | 0           | 0          |
| M. Agostini     | 22       | 4       | 1           | 0          | 5            | 1            | 0            | 0            | 1                 | 0                 | 0                 | 0                 | 28       | 5      | 1           | 0          |
| P. Baldieri     | 14       | 3       | 0           | 0          | 6            | 0            | 0            | 0            | -                 | -                 | -                 | -                 | 20       | 3      | 0           | 0          |
| Z. Boniek       | 26       | 4       | 6           | 1          | 6            | 0            | 0            | 0            | 2                 | 0                 | 0                 | 0                 | 34       | 4      | 6           | 1          |
| N. Palermo      | 0        | 0       | 0           | 0          | -            | -            | -            | -            | -                 | -                 | -                 | -                 | 0        | 0      | 0           | 0          |
| M. Porciatti    | 0        | 0       | 0           | 0          | -            | -            | -            | -            | -                 | -                 | -                 | -                 | 0        | 0      | 0           | 0          |
| R. Pruzzo       | 19       | 4       | 7           | 1          | 3            | 0            | 2+           | 1            | 2                 | 0                 | 0                 | 0                 | 24       | 4      | 9+          | 2          |

## Giovanili

La rosa della squadra Primavera allenata da Luciano Spinosi: tra i giovani giallorossi, futuri elementi della prima squadra quali Massimiliano Cappioli e Francesco Statuto.

### Organigramma
Area tecnica
- Primavera[11]
  - Allenatore: Luciano Spinosi
  - Preparatore atletico: Infusi
  - Massaggiatore: Cardoni
  - Dirigente accompagnatore: Tracanelli

### Piazzamenti
- Primavera:
  - Campionato Primavera: ?
  - Coppa Italia Primavera: ?
  - Torneo di Viareggio: fase a gironi

### Videografia
- Manuela Romano (a cura di), La storia della A.S. Roma (10 DVD-Video), Corriere dello Sport, Rai Trade, 2006.